# リセベリ
リセベリ (スウェーデン語: Liseberg) はスウェーデン、ヨーテボリ市にある北欧で一番大きい遊園地である。1923年に開き、毎年300万人の人が訪れる。リセベリで一番人気がある乗り物はバルダーと言う木で出来たジェットコースターで、2003年と2005年に世界で一番いい木で出来たジェットコースターとして表彰された。リセベリは2005年に『フォーブス』誌より、世界の遊園地トップ10のうちの一つに選ばれている。